# Rubén Olivera
Rubén Olivera, vollständiger Name Rubén Ariel Olivera da Rosa (* 4. Mai 1983 in Montevideo), ist ein uruguayischer ehemaliger Fußballspieler.

## Karriere

### Verein
Der 1,80 m große und 78 kg schwere Mittelfeldspieler Olivera begann seine Karriere beim uruguayischen Klub Danubio FC in Montevideo. Von dort aus wechselte am Ende der Saison 2001/02 zu Juventus Turin. In Turin konnte er sich anfangs als zentraler Mittelfeldspieler nicht durchsetzen und wurde daher an Atlético Madrid verliehen. Auch bei Madrid in der Primer Division sammelte er seltene und zumeist nur kurze Einsätze und so kehrte er in der Winterpause der Saison 2003/04 zu Juventus zurück. Da er sich wiederum nicht durchsetzen konnte, bot ihn der in der Saison 2004/05 neuverpflichtete Trainer Fabio Capello auf der Position des rechten Mittelfeldspielers auf, wo er sich in der folgenden Saison durch gute Leistungen präsentierte und auch regelmäßig spielte. Erfolge mit Juventus Turin waren ein zweiter Platz in der Champions League 2003, sowie zwei nationale Meistertitel (2003, 2005).
In der Saison 2005/06 wurde er anfangs durch Verletzung geplagt, konnte sich aber auch nach erfolgter Genesung (auch bedingt durch Umstrukturierungen innerhalb der Mannschaft) nicht mehr durchsetzen. In dieser Saison spielte er nur wenige Minuten in der Coppa Italia und wurde im Sommer 2006 an Sampdoria Genua ausgeliehen.
Nachdem er Sampdoria verlassen hatte, führte sein Weg über verschiedene Stationen. 2007/08 stand er für ein Spiel erneut bei Juventus Turin auf dem Platz. Sodann bestritt er elf Partien für Peñarol Montevideo, in denen er sechs Tore erzielte. In der Saison 2008/09 spielte er unter anderem für CFC Genua (20 Spiele, vier Tore). Es folgten 2009/10 15 torlose Spiele für seinen früheren Arbeitgeber Peñarol. In der Folgezeit war er bis Ende Januar 2012 für US Lecce tätig. Sodann schloss er sich dem AC Florenz an. Dort debütierte er am 17. Februar 2012 im Spiel gegen den SSC Neapel. In der Folge bestritt er insgesamt neun Serie-A-Partien in der restlichen Saison. In der Hinrunde der Folgespielzeit 2012/13 kam er nur noch viermal in der Liga zum Zug. Am 14. Januar 2013 wurde vermeldet, dass Olivera für sechs Monate von der Fiorentina an seinen vormaligen Arbeitgeber CFC Genua ausgeliehen wird. Für die Genueser bestritt er lediglich fünf Spiele (kein Tor). In der Spielzeit 2013/14 stand er wieder in Reihen des AC Florenz. Dort kam er lediglich am 2. November 2013 zu einem weiteren Einsatz in der Serie A, bei dem er allerdings erst in der 90. Spielminute eingewechselt wurde.
Am 30. Januar 2014 wechselte er zum Zweitligisten Brescia Calcio, wo er einen Vertrag bis zum 30. Juni 2015 unterschrieb. Für Brescia feierte er sein Ligadebüt am 1. Februar 2014 gegen den AS Bari. Am Saisonende standen für ihn bei seinem neuen Klub 16 Einsätze (kein Tor) in der Serie B zu Buche. In der Spielzeit 2014/15 absolvierte er bis zu seinem letzten Einsatz am 28. Dezember 2014 16 Ligaspiele (kein Tor) in der zweithöchsten italienischen Spielklasse. Am 27. Januar 2015 wurde sein sofortiger Wechsel zum Zweitligisten US Latina vermeldet, bei dem er einen Vertrag bis Mitte 2016 unterschrieb. Dort debütierte er am 31. Januar 2015 beim 3:2-Heimsieg gegen Livorno, zu dem er einen Treffer beisteuerte. Für diesen Arbeitgeber absolvierte er saisonübergreifend 37 Ligaspiele und schoss sechs Tore. Seit Mai 2016 kam er jedoch nicht mehr zu Pflichtspieleinsätzen. Am 31. Dezember 2016 vermeldete der ecuadorianische Hauptstadtklub LDU Quito Oliveras Verpflichtung.

### Nationalmannschaft
Olivera gehörte dem Aufgebot der uruguayischen U-17-Auswahl bei der U-17-Fußball-Weltmeisterschaft 1999 in Neuseeland an. Dort absolvierte er alle vier Spiele mit uruguayischer Beteiligung und schoss bei der 2:3 Viertelfinal-Niederlage gegen die ghanaische Nationalelf ein Tor.
Olivera war 2001 Mitglied im Kader der uruguayischen U-20-Auswahl, die an der U-20-Südamerikameisterschaft 2001 in Ecuador teilnahm. Dort kam er mindestens bei der 0:1-Niederlage im Gruppenspiel gegen Kolumbien zum Einsatz. Ebenso gehörte er dem uruguayischen Team bei der U-20-Südamerikameisterschaft 2003 im heimischen Uruguay an. Jedenfalls beim 4:1-Sieg über Peru kam er zum Einsatz.
Im U-23-Team Uruguays – der Olympiaauswahl – absolvierte er unter Trainer Juan Ramón Carrasco zwei Länderspiele, als er in der mit 0:3 verlorenen Partie gegen Chiles Auswahl am 7. Januar 2004 und beim 1:1-Unentschieden am 13. Januar 2004 gegen Venezuela im vorolympischen südamerikanischen U-23 Qualifikationsturnier eingesetzt wurde. Im ersten Spiel erhielt er eine Rote Karte. In der zweiten Begegnung erzielte er das einzige uruguayische Tor.
In der uruguayischen A-Nationalmannschaft debütierte er bei der Copa América 2001 am 22. Juli 2001 gegen Costa Rica. Bis zu seinem letzten Einsatz für die Celeste am 7. Juni 2005 absolvierte Olivera 18 Spiele für Uruguay. Einen Treffer erzielte er nicht.

### Erfolge
- Italienische Meisterschaft: 2002/03, 2004/05*, 2005/06*
- Italienischer Supercup: 2003

* aberkannt im Rahmen des italienischen Fußball-Skandals 2005/2006